# Flottans stab
Flottans stab existerade från 1884 till 1907.
Flottans stab bildades enligt generalorder nr. 552 den 7 november 1884. Föregångare var Flottans militärpersonal. Den nya staben skulle utgöra en egen helmilitär institution under sjöförsvarsdepartementet. Lokaler för den nya staben ordnades på Riddarholmen nr. 11. Det ålåg bland annat staben att genomföra beordrade utredningar och betänkanden, planera för flottans eventuella mobilisering, ombesörja underrättelsetjänst, planera övningar samt ta vissa egna initiativ för att bättra flottans effektivitet. 
Flottans stab blev självständig från Sjöförsvarsdepartementet 1896. Samtidigt fick staben nya instruktioner och delades i två avdelningar, mobiliserings- och statistiska avdelningen samt kommunikationsavdelningen. Mobiliserings- och statistiska avdelningen handlade frågor om mobilisering, övningar, organisation, sjökrigsväsende i främmande mariner med mera. Kommunikationsavdelningen handlade ärenden rörande sjöstridskrafternas användande, signalväsende, taktik, telegraf, telefon, radio, transporter med mera. Staben skulle nu även ombesörja sjökrigshistorisk forskning. Kontakten med och ansvaret över Marinattachéerna kom med tiden att utökas liksom ansvaret för flottans underrättelsetjänst. 
1899 flyttades staben på grund av utrymmesbrist till Skeppsholmen i den så kallade Långa raden nr. 4. När flottan 1907 slogs samman med kustartilleriet omformades Flottans stab till Marinstaben.
Till skillnad mot generalstaben tillhörde de tjänstgörande officerarna inte en egen kår och mobiliteten in och ur stabstjänst var vanligare.

## Chefer för flottans stab
- Philip Virgin 1884–1889
- Carl Lindmark 1889
- Hjalmar af Klintberg 1889–1903
- Otto Lindbom 1903–1905
- Ludvig Sidner 1905
- Theodor Sandström 1905–1907